# Tiukujärvi, Norrbotten
Tiukujärvi är en sjö i Pajala kommun i Norrbotten och ingår i Kalixälvens huvudavrinningsområde. Sjön har en area på 0,0539 kvadratkilometer och ligger 114,1 meter över havet.

## Delavrinningsområde
Tiukujärvi ingår i det delavrinningsområde (744361-180290) som SMHI kallar för Ovan VDRID = Narkån i Kalixälvens vattendragsyta. Medelhöjden är 145 meter över havet och ytan är 58,38 kvadratkilometer. Räknas de 415 avrinningsområdena uppströms in blir den ackumulerade arean 7 503,99 kvadratkilometer. Avrinningsområdets utflöde Kalixälven (Kaitumälven) mynnar i havet. Avrinningsområdet består mestadels av skog (78 procent). Avrinningsområdet har 4,48 kvadratkilometer vattenytor vilket ger det en sjöprocent på 7,7 procent.